# Dana Veldáková
Dana Veldáková (Eslovaquia, 3 de junio de 1981) es una atleta eslovaca especializada en la prueba de triple salto, en la que consiguió ser medallista de bronce europea en pista cubierta en 2011.

## Carrera deportiva
En el Campeonato Europeo de Atletismo en Pista Cubierta de 2011 ganó la medalla de bronce en el triple salto, con un salto de 14.39 metros, tras la italiana Simona La Mantia (oro con 14.60 metros) y la rusa Olesya Zabara (plata con 14.45 metros).